# Elisabethkapelle (Aachen)

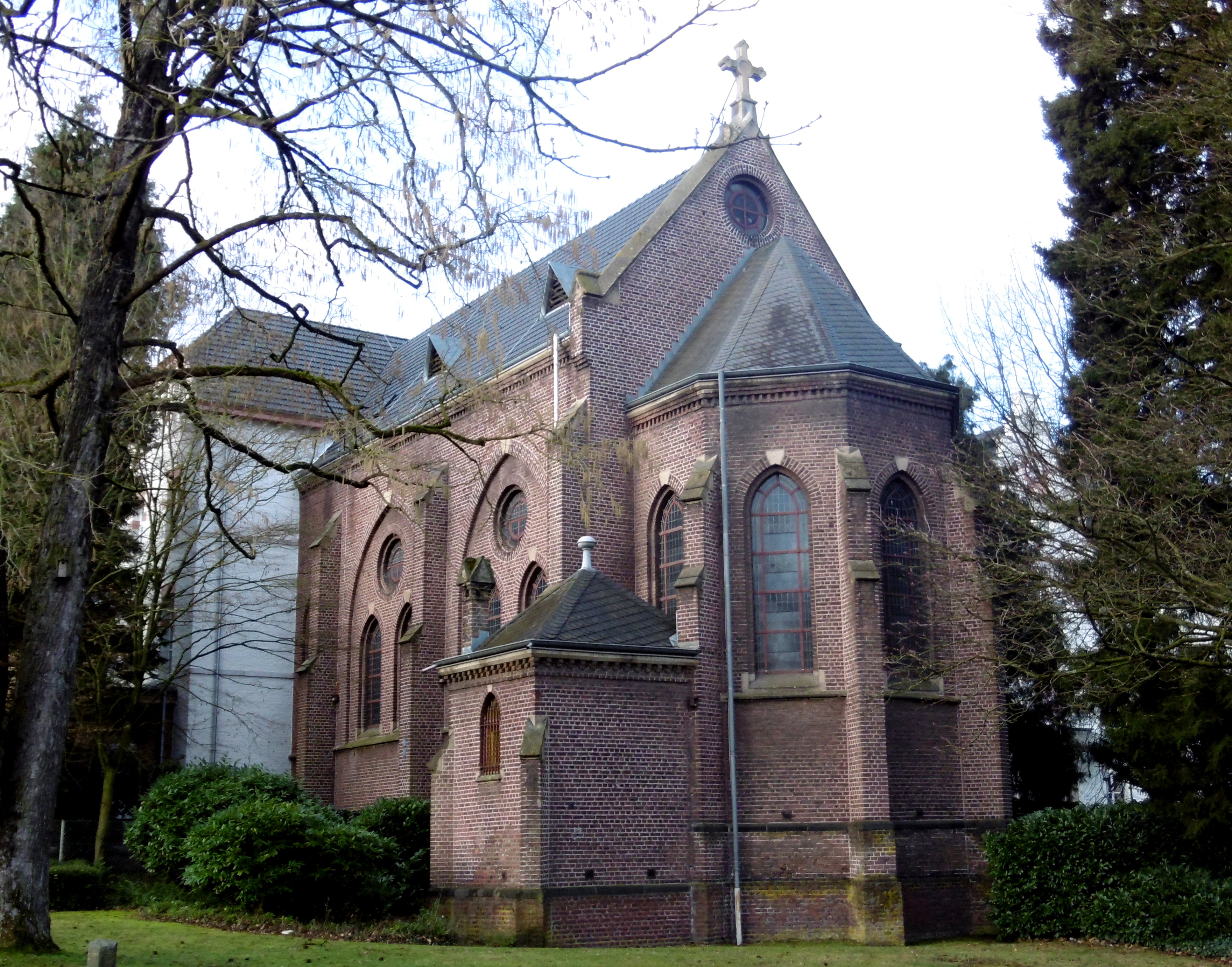
Elisabethkapelle Aachen

Die Kapelle St. Elisabeth in Aachen ist eine römisch-katholische ehemalige Krankenhauskapelle, die 1868 von den Alexianer-Brüdern aus Aachen im Stil der Neuromanik als „Marienkapelle“ erbaut worden war. Sie wurde 1888 um einen größeren Kapellenanbau im Stil der Neugotik erweitert und nach 1905 von dem Orden der Elisabethinnen, der das auf dem Areal neu eingerichtete St. Elisabeth-Krankenhaus der Stadt Aachen betrieb, übernommen und nunmehr der hl. Elisabeth geweiht.

## Geschichte
Nachdem die Alexianer im Jahr 1865 in der Nähe der Goethestraße das Landhaus „Villa Flatt“ erworben hatten, um dort ein Krankenhaus für psychisch kranke Männer und später auch für Frauen aufzubauen, ließen sie in der Villa zunächst eine einfache Hauskapelle einrichten. Wegen zunehmendem Platzmangel wurde bereits zwei Jahre später ein neues Hauptgebäude mit einer angrenzenden Kapelle im neoromanischen Stil errichtet. Der starke Bezug der Malereien im Inneren der Kapelle auf die Mutter Gottes sowie der Name der Anstaltsgebäude „Mariabrunn“ für das Männerhaus und „Mariaberg“ für das Frauenhaus und die von den Alexianern aufgestellte Marienstatue an der freigelegten Marienquelle im Garten der Anlage lassen darauf schließen, dass die Kapelle ursprünglich Maria geweiht war.
Nachdem die Alexianer ihre Krankenanstalt im Jahr 1875 an die Stadt Aachen verkauft hatten, ließ diese ihrerseits im Jahr 1888 zunächst die Kapelle um einen verlängerten Anbau im neogotischen Stil erweitern, wobei der ursprüngliche Trakt als „Vorhalle“ räumlich in den Bau der neuen Kapelle einbezogen wurde. Als Nächstes entstand in den Jahren 1903 bis 1905 nach Plänen von Joseph Laurent auf dem Areal ein komplett neues Krankenhaus, dessen Leitung dem Orden der Elisabethinnen übertragen wurde. Am 21. Juni 1905 wurden das Krankenhaus auf dem Namen „Städtisches Elisabeth-Krankenhaus Aachen“ sowie die restaurierte Kapelle der heiligen Elisabeth geweiht. Diese wurden 1966 in das landeseigene Universitätsklinikum Aachen integriert, das ab Mitte der 1980er-Jahre einen neuen Gebäudekomplex im Ortsteil Vaalserquartier bezog. Im Gegenzug erwarb im Jahr 1989 die gemeinnützige Organisation missio Aachen sowohl den Nordflügel des vormaligen Krankenhauses als auch die angeschlossene St.-Elisabeth-Kapelle.
Missio ließ ab 1988 mit Fördermitteln des Landes Nordrhein-Westfalen die Kapelle für eigene Zwecke von Grund auf sanieren, die Wände trockenlegen und den denkmalwerten Bestand restaurieren. Dabei setzte missio sich besonders dafür ein, dass die bei der Trockenlegung zum Vorschein gekommene farbliche Ausstattung der Wände und der Decken aus der Jahrhundertwende ebenso wie die originale Fassung der Orgelempore weitestgehend originalgetreu wiederhergestellt wurde, da diese offensichtlich aus Geldmangel oder wegen der neuen Geisteshaltung der frühen Nachkriegszeit übertüncht worden waren. Im Jahr 1992 konnten die Restaurierungsarbeiten an der Kapelle abgeschlossen werden. Seitdem steht sie der Öffentlichkeit während der Dienstzeiten von missio Aachen und für angemeldete Veranstaltungen zur Verfügung.

## Baubeschreibung

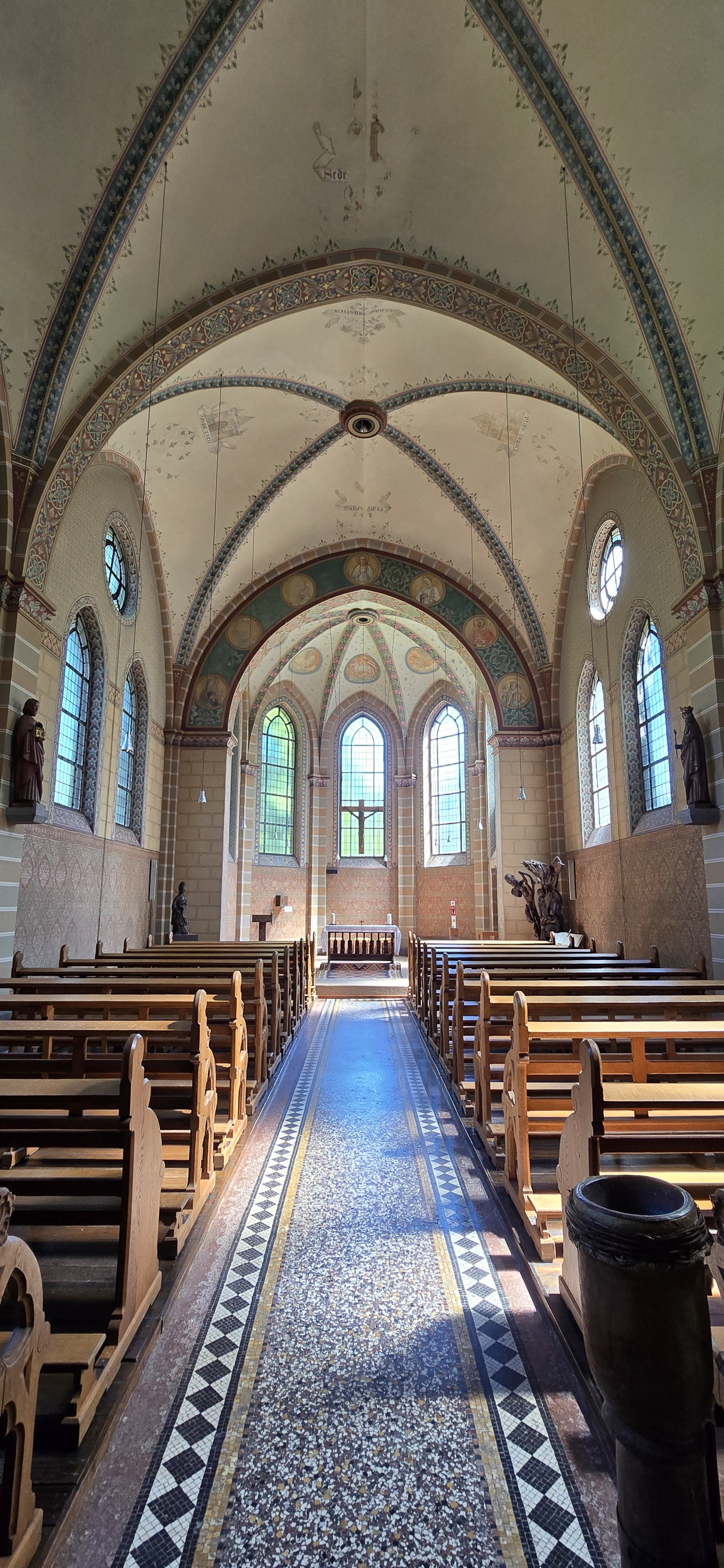
Innenansicht

Die Kapelle ist als Saalkirche über eine Länge von drei Joche sowie mit einem  niedrigeren fünfseitigen Chor in Ziegelsteinbauweise errichtet worden und schließt mit ihrer Eingangsseite an das Verwaltungsgebäude an. Die Joche und Chorseiten sind durch Stützpfeiler geteilt. Das Langhaus ist von einem Satteldach bedeckt, auf dessen Giebel im Übergang zum Chor ein kräftiges Steinkreuz angebracht ist.
Die Seitenwände des Kirchenschiffs verfügen im zweiten und dritten Joch über spitzbogige Nischen, in denen jeweils zwei Spitzbogenfenster und darüber ein Kreisbogenfenster eingelassen sind. Diese sind ebenso wie die fünf Spitzbogenfenster an den polygonalen Wandflächen des Chores mit stark reduziertem Maßwerk ausgestattet. Die Fenstergläser selbst sind neueren Datums, da die alten Glasmalereien nicht erhalten werden konnten.
Das Kreuzrippengewölbe im Innern des Langhauses trägt Symbole der Lauretanischen Litanei. Die Abbildungen mit lateinischer Beschriftung zeigen beispielsweise die Pforte des Himmels und den Morgenstern, von dem nur der Schriftzug erhalten geblieben ist, sowie den Sitz der Weisheit, allerdings stark beschädigt, den Turm Davids, den Elfenbeinturm und die Bundeslade.
Die Sockelbereiche des Chorraums und des Schiffs sind mit Teppichmalereien ausgeschmückt, teilweise mit stilisierten Vögeln und floralen Ornamenten, und durch Ornamentbänder eingefasst. An den Wänden ist die nach der Restaurierung von 1988 zu Tage getretene üppige Wandmalerei aufgefrischt worden, die ebenfalls theologische Themen aufgreift. Dabei zeigt sich im mittleren Chorgewölbe ein Medaillon mit dem Lamm Gottes, dem weitere Medaillons mit Porträts der Evangelisten in Gestalt ihrer Attribute zur Seite stehen.
Am Triumphbogen zwischen Langhaus und Chor sind sieben Medaillons mit Heiligendarstellungen angebracht, darunter zentral auf dem Bogenkopf eine Mondsichelmadonna im Sternenkranz sowie rechts von ihr die heiligen Aloysius, Karl Borromäus und Augustinus, wobei links der Madonna nur ein Medaillon einer Ordensfrau mit Äbtissinenstab erhalten werden konnte. Ein weiteres Wandgemälde ziert die Wandfläche auf der Orgelempore über dem Eingang, das die Heilige Familie unter einem gotisch verzierten Baldachin zeigt. Die Orgelempore ist im Innern durch eine gusseiserne Elementtreppe erschlossen.
Wenige Figuren vervollständigen den Kirchenschmuck, darunter zwischen den zweiten und dritten  Fenstern in den Seitenwänden links eine Joseffigur mit dem Modell der Kapelle in der Hand und rechts eine Marienfigur, beide auf modernen Blausteinsockeln.
Von der ursprünglichen Ausstattung der Kapelle sind lediglich die Bänke und die Empore sowie der Terrazzo-Fußboden erhalten geblieben, sowohl der Haupt- und die Seitenaltäre, die Kanzel als auch der Kronleuchter fanden nach den Restaurierungen keine neue Verwendung mehr.

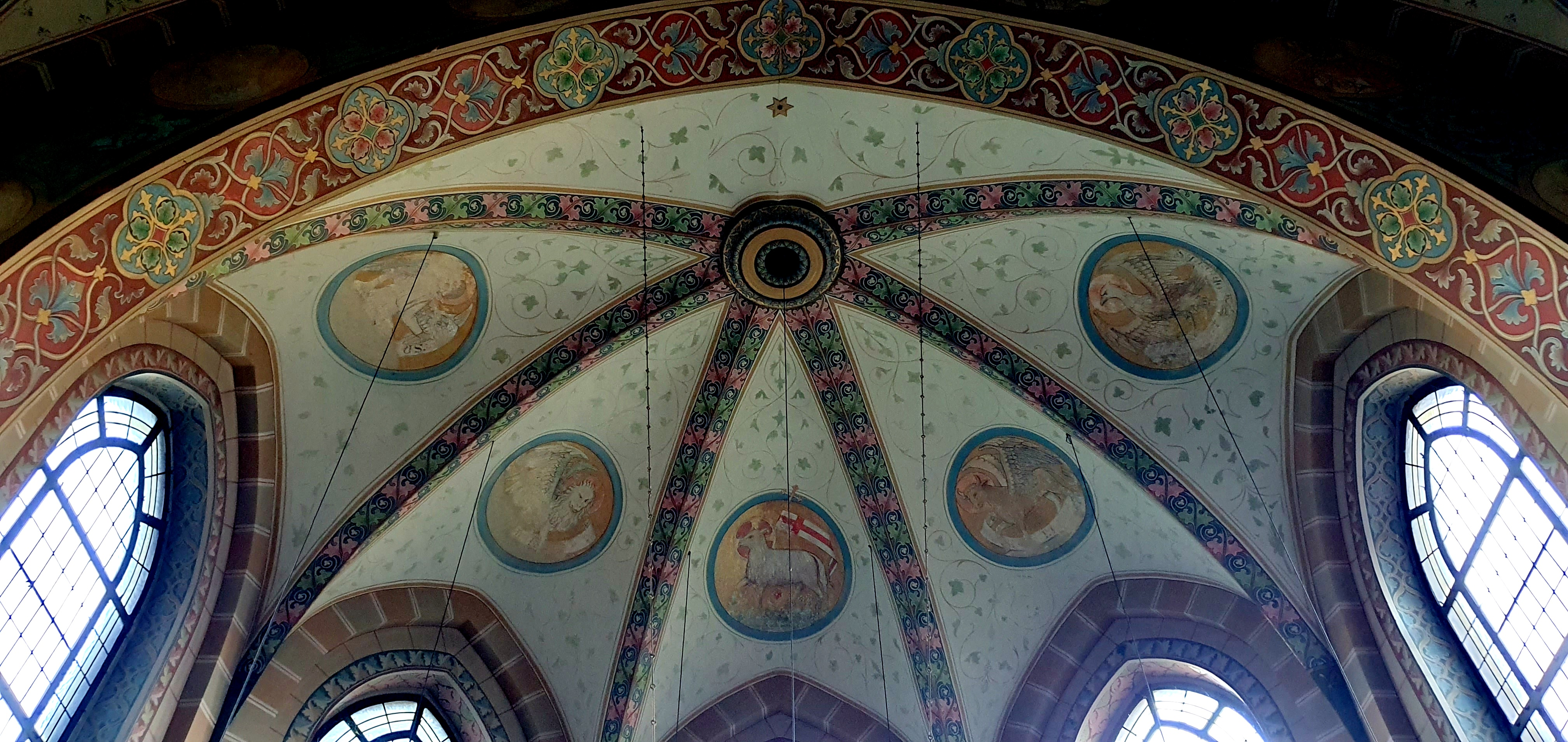
Mittleres Chorgewölbe mit den Medaillons vom Lamm Gottes und den Evangelisten
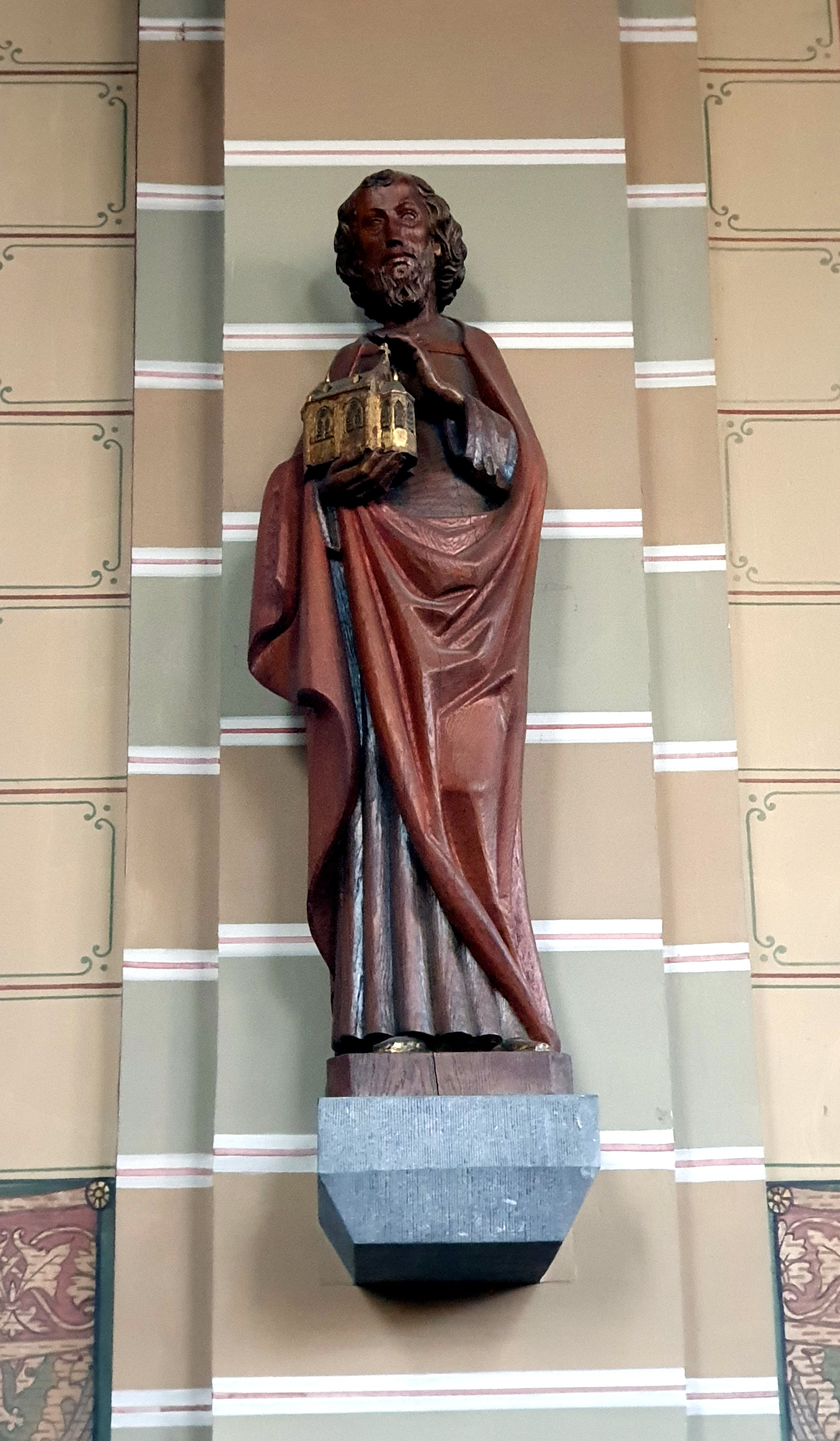
Josefstatue mit Modell der Kapelle